# Canton de Montpellier-6
Le canton de Montpellier 6 est une ancienne division administrative française située dans le département de l'Hérault, dans l'arrondissement de Montpellier, jusqu'au redécoupage des cantons de 2014.

## Composition
Il était composé de fractions de la commune suivante :
| Nom                     | Code Insee | Intercommunalité                   | Population (dernière pop. légale)                |
| ----------------------- | ---------- | ---------------------------------- | ------------------------------------------------ |
| Montpellier (chef-lieu) | 34172      | Montpellier Méditerranée Métropole | Fraction : 20 486(2012) Commune : 275 318 (2014) |

Il incluait les quartiers suivants :
- Croix-d'Argent
- Lemasson
- Tastavin
- Saint-Cléophas
- Mas Drevon
- Garosud
- Mas de Bagnères
- La Marquerose
- Les Sabines
- Les Grisettes

## Administration
| Période | Période      | Identité           | Étiquette   | Qualité                                                                                          |
| ------- | ------------ | ------------------ | ----------- | ------------------------------------------------------------------------------------------------ |
| 1973    | 1988         | Jean-Jacques Pons  | CD puis UDF | Avocat Conseiller municipal de Montpellier                                                       |
| 1988    | 2001         | Gilbert Roseau     | PS          | Biologiste au CNRS Député de 1997 à 2002, Adjoint au maire de Montpellier de 1983 à 2001         |
| 2001    | 2005 (décès) | Yvan Velay         | Verts       | Conseiller municipal de Montpellier de 1977 à 2001 adjoint au maire de Montpellier jusqu'en 2001 |
| 2006    | 2015         | Christophe Moralès | PS          | Adjoint au maire de Montpellier (2008-2014)                                                      |

## Démographie
| 1975 | 1982 | 1990   | 1999   | 2006   | 2011   | 2012   |
| ---- | ---- | ------ | ------ | ------ | ------ | ------ |
| -    | -    | 17 213 | 17 639 | 18 399 | 20 207 | 20 486 |